# Cape Pride
Cape Pride ist ein Kap an der Nordküste und nahe dem westlichen Ende von Südgeorgien. Es bildet die Ostseite der Einfahrt zur Bucht Elsehul.
Die Benennung des Kaps geht vermutlich auf Wissenschaftler der britischen Discovery Investigations zurück, welche die Elsehul im Jahr 1930 erkundeten. Der weitere Benennungshintergrund ist nicht überliefert.